# Rick Kehoe
Rick Thomas Kehoe (* 15. Juli 1951 in Windsor, Ontario) ist ein ehemaliger kanadischer Eishockeyspieler und -trainer. In der National Hockey League trainierte er die Toronto Maple Leafs und Pittsburgh Penguins.

## Karriere
Kehoe spielte Juniorenhockey in der OHA bei den London Knights und den Hamilton Red Wings. Er wurde beim NHL Amateur Draft 1971 in der zweiten Runde als insgesamt 22. von den Toronto Maple Leafs ausgewählt. Er spielte 32 Spiele 1971/72 bei den Tulsa Oilers in der Central Hockey League, bevor er zu den Maple Leafs aufstieg. Er führte die Torschützenwertung bei den Leafs auch sogleich in der Saison 1972/73 mit 33 Toren an. Kehoe wurde 1974 für Blaine Stoughton an die Pittsburgh Penguins abgegeben, wo er letztlich auch seine Karriere beenden sollte. Er gewann 1980/81 die Lady Byng Memorial Trophy und nahm 1981 und 1983 am All-Star Game der NHL teil.
In seiner Karriere bestritt Kehoe 906 NHL-Spiele, erzielte dabei 371 Tore, 396 Assists und summiert 767 Punkte bei nur 120 Strafminuten. In 39 Playoff-Spielen machte er 4 Tore, 17 Assists (21 Punkte) und kam auf 4 Strafminuten. Kehoe wurde 1986 nach dem Ende seiner Karriere Chef-Scout und Assistenz-Trainer der Penguins und hatte diese Aufgabe bis 2002 inne. 2002 übernahm Kehoe die Chef-Trainer-Position von Interimstrainer Herb Brooks, der wiederum Ivan Hlinka ersetzte. Kehoe war von 2002 bis 2003 Trainer der Penguins und erzielte eine Bilanz von 55 Siegen, 81 Niederlagen und 14 Unentschieden. Rick Kehoe wurde von Eddie Olczyk nach der Saison 2002/03 ersetzt.
Kehoe wurde 1992 in die Pittsburgh Penguins Hall of Fame und 1995 in die Western Pennsylvania Sports Hall of Fame eingeführt.

## Sportliche Erfolge
- Stanley Cup: 1991 und 1992

### Persönliche Auszeichnungen
- Lady Byng Trophy: 1981
- Teilnahme am NHL All-Star Game: 1981 und 1983